# 10140 Villon
10140 Villon eller 1993 SX4 är en asteroid i huvudbältet som upptäcktes den 19 september 1993 av den belgiske astronomen Eric W. Elst vid CERGA-observatoriet. Den är uppkallad efter den franske poeten François Villon.
Asteroiden har en diameter på ungefär 5 kilometer och den tillhör asteroidgruppen Nysa.